# Autostrada A72 (Niemcy)
Autostrada A72 (niem. Bundesautobahn 72 (BAB 72) także Autobahn 72 (A72)) – autostrada w Niemczech prowadząca wzdłuż granicy z Czechami, tworząc diagonalne połączenie między krzyżującymi się autostradami A4 i A9. A72 zwana jest również Vogtlandautobahn.
Jest jedną z najstarszych niemieckich autostrad. Istniejący odcinek został w dużej części zbudowany w latach 1935–1942, częściowo tylko jako autostrada jednojezdniowa. Gdy roboty zostały wstrzymane, autostrada nie była w całości przejezdna. Po podziale Niemiec w 1945 nowa granica przecinała A72, co w latach 1951–1989 spowodowało zamknięcie przygranicznej części trasy, która popadła w ruinę. W 1963 dokończono w RFN brakujący odcinek Bayerisches Vogtland (A9) – Hof-Nord (2,1 km). W 1969 w NRD dobudowano drugą jezdnię na odcinku Chemnitz-Süd - Zwickau-Ost (27,8 km). Trasa stanowiła jedną z dróg tranzytowych NRD między węzłami Plauen Süd a Karl-Marx-Stadt Nord (ob. Kreuz Chemnitz), razem z odcinkiem drogi głównej nr 92 (niem. Fernverkehrsstraße 92). Po zjednoczeniu Niemiec w 1990 autostradę odbudowano i otwarto ponownie w latach 1991–1994.
W chwili obecnej budowany jest nowy odcinek autostrady na północ od Chemnitz do Lipska.